# Lipovača (żupania vukowarsko-srijemska)
Lipovača – wieś w Chorwacji, w żupanii vukowarsko-srijemskiej, w mieście Vukovar. W 2011 roku liczyła 386 mieszkańców.